# Estanislao Figueras
Estanislao Figueras y Moragas (Barcelona, 13 november 1819 – Madrid, 11 november 1882) was een Spaans advocaat en politicus. Hij was van 12 februari tot en met 11 juni 1873 de eerste president van Spanje tijdens de Eerste Spaanse Republiek.

## Levensloop
Figueras studeerde rechtswetenschappen in Cervera, Tarragona, Barcelona en Valencia. In 1837 trad hij toe tot de Progressistische Partij, maar stapte in 1840 over naar de kleine Republikeinse Partij. Toen in 1843 de gematigden aan de macht kwamen, verliet hij Madrid en vestigde zich als advocaat in Tarragona. In 1848 besloot hij terug te keren naar Madrid en nam deel aan liberaal-republikeinse onrusten. Omdat de liberaal-republikeinen die deel hadden genomen aan deze onrusten vervolgd werden, keerde hij al gauw terug naar Tarragona om er weer actief te worden als advocaat. 
In 1849 sloot hij zich aan bij de Democratische Partij, een afsplitsing van de Progressisten, en in 1851 werd voor deze partij verkozen tot afgevaardigde in de Cortes Generales. Samen met een paar anderen keerde Figueras al snel terug naar de Republikeinse Partij en kon voor deze partij in 1855 herkozen worden in de Cortes. In het parlement zette hij zich in voor een decentralisering en een federalisering van de Spaanse staat en voor een secularisatie van kerkgoederen.
Na het mislukken van een verzoek tot revolutie in 1866, nam Figueras deel aan verschillende republikeinse samenzwering en werd hierdoor in 1867 bedreigd met een gevangenisstraf. Vervolgens vluchtte hij naar Portugal en keerde terug naar Spanje na de afzetting van koningin Isabella II in september 1868. Vervolgens werd hij lid van de revolutionaire junta, de burgemeester van een district in Madrid en opnieuw verkozen in de Cortes. Daar zette hij zich met alle middelen in voor de oprichting van een republiek. Hij had zich intussen ook aangesloten bij de Federale Partij geleid door Francisco Pi y Margall. Die partij was voor het federaliseren van de Spaanse staat. Uiteindelijk werd er geen republiek gevormd, maar in 1870 werd de Italiaanse prins Amadeus de nieuwe Spaanse koning.
Nadat Amadeus begin 1873 werd afgezet en de republiek werd uitgeroepen, werd Figueras op 12 februari 1873 benoemd tot premier en president van de gekozen republikeinse executieve, waarmee hij het eerste staatshoofd was gedurende de Eerste Spaanse Republiek. Hij kwam echter al snel in conflict met de Radicale Partij, die in de Cortes de meerderheid had. Op 13 maart 1873 liet Figueras de Cortes ontbinden en een constituerende Cortes samenroepen, die op 8 juni 1873 de federale republiek proclameerde en Figueras in zijn presidentschap bevestigden. Meningsverschillen tussen de republikeinen over financiële vraagstukken zorgden er echter voor dat Figueras op 11 juni 1873 al aftrad.
Figueras verliet daarna de politieke scene om zich tot eind 1874 terug te trekken in Frankrijk. Toen hij terugkeerde was de monarchie al hersteld met Alfons XII, de zoon van de vroegere koningin Isabella II. Figueras werd opnieuw politiek actief, maar trok zich meermaals voor korte tijd terug uit de politiek. Op 11 november 1882 overleed hij in Madrid.
- Biblioteca Nacional de España: XX1455333
- Virtual International Authority File: 304478200
- WorldCat: E39PBJf4cHjWDKjhy47vy8H9jC